# Citigroup
Citigroup Inc. este o companie de servicii financiare americană cu sediul în New York City.
Conform Forbes Global 2000, este cea mai mare și mai profitabilă companie de servicii financiare. Formarea ei a fost anunțată pe 7 aprilie 1998 prin unirea Citicorp și Travelers Group.
Compania are peste 200 milioane conturi clienți în peste 100 țări, cu total active de aproape 1.9 trilioane $.
Este un dealer principal în U.S. Treasury securities iar acțiunile sale sunt componentă a indicelui bursier Dow Jones Industrial Average.
Printre brandurile companiei se numără: Citibank, Banamex, Citimortgage, CitiInsurance, Citicapital, Citifinancial, Diners Club, Primerica, Smith Barney, CitiCards, Credicard / Credicard Citi, Egg
Competitorii principali ai companiei sunt: ABN-AMRO, Bear Stearns, Bank of America, Credit Suisse, Deutsche Bank, Goldman Sachs, J. P. Morgan Chase, Lehman Brothers, Merrill Lynch, Morgan Stanley, UBS.
Citigroup este prezent în România prin Citibank România începând din anul 1996.
În noiembrie 2007, Citigroup Inc vinde 4,9% din capital diviziei de investiții a guvernului din Abu Dhabi pentru 7,5 miliarde USD, beneficiind de o injecție de capital într-o perioadă marcată de pierderi generate de criza creditelor și de demisia directorului general.
În anul 2008, Citigroup a beneficiat de 45 miliarde dolari, bani primiți de la guvernul SUA, în cadrul programului de salvare a sistemului financiar.
Număr de angajați în 2008: 350.000
Rezultate financiare (miliarde dolari):
| An               | 2008  | 2007 | 2006 | 2005 | 2004 | 2003 |
| ---------------- | ----- | ---- | ---- | ---- | ---- | ---- |
| Cifra de afaceri | 52,7  | 81,7 | 89,6 | 83,6 | 79,6 | 71,6 |
| Venit net        | -27,6 | 3,6  | 21,5 | 24,6 | 17   | 17,8 |

La sfărșitul anului 2008, valoarea totală a activelor companiei era de 1,9 trilioane USD.

## Controverse
Banca Citigroup este asociată cu scandaluri bursiere fără precedent, ce au zguduit Statele Unite, au dus la falimentul companiei energetice Enron și al operatorului de telecomunicații WorldCom, în urma unor abuzuri contabile.
Peste zece brokeri din cadrul Citigroup, printre care și Jack Grubman, au fost sancționați pentru publicarea unor rapoarte ce ascundeau intenționat situația financiară reală a acestor grupuri.
În iulie 2004, grupul italian Parmalat depune plângere împotriva Citigroup, acuzând-ul că a ascus situația financiară reală a companiei și că a jucat un rol important în evenimentele ce i-au grăbit falimentul, în 2003.
În februarie 2005, Citigroup anunță un nou cadru etic, după un scandal legat de o serie de tranzacții suspecte, efectuate de echipa londoneză pe piața de obligațiuni din Europa.